# Edilmar Norões
José Edilmar Norões Coelho (Barbalha, 11 de agosto de 1935 — Fortaleza, 20 de outubro de 2015), mais conhecido como Edilmar Norões, foi um radialista, jornalista, acadêmico e advogado brasileiro.

## Carreira
Começou sua carreira como locutor na Rádio Araripe, do Crato, em 1955. Em 1957, se mudou para Fortaleza com o objetivo de cursar a faculdade de Direito e ingressou na Rádio Verdes Mares e jornal Tribuna do Ceará. Participou ativamente da implantação da TV Verdes Mares, em 1970. Participou, ainda, em 1976, da implantação da rádio Verdes Mares FM, hoje FM 93.
Foi colunista político do jornal Diário do Nordeste, desde sua fundação, em 1981; diretor da TV Diário, Diretor Geral de Programação das rádios FM 93 e Verdes Mares e da TV Verdes Mares, Conselheiro Nacional da Associação Brasileira das Emissoras de Rádio e Televisão (ABERT) e vice-presidente da Associação Cearense de Emissoras de Rádio e Televisão (ACERT), entidade a qual presidiu por vários anos. Ocupou a cadeira 3 da Academia Cearense de Literatura e Jornalismo. Foi presidente do Conselho Deliberativo do Iate Clube de Fortaleza.
Faleceu em 20 de outubro de 2015, após sofrer uma queda em sua casa e sofrer três paradas cardíacas.

## Vida pessoal
Foi casado com Lucila Maria Studart Coelho, com quem teve seis filhos, entre eles o jornalista esportivo Paulo César Norões.

## Homenagens
Em 2007 Edilmar Norões foi homenageado pela OAB- CE com uma placa comemorativa e um quadro com a ampliação de sua inscrição na OAB, em 1972, simbolizando sua trajetória de conquistas profissionais. 
Em 2012 recebeu da Câmara dos Deputados de Fortaleza a Medalha de Mérito Legislativo, homenagem dos parlamentares a pessoas e entidades com ações que promovem a cidadania e fortalecem a democracia. 
No mesmo ano, foi agraciado pela Câmara de Dirigentes Lojistas (CDL) de Fortaleza com o Troféu Imprensa José de Alencar.
Recebeu título de cidadão das câmaras municipais de Fortaleza, Crato, Juazeiro do Norte e Sobral, todas no estado do Ceará.